# Národní park Gesäuse
Národní park Gesäuse (německy Nationalpark Gesäuse) je nejmladším z rakouských národních parků. Nachází se ve středním Rakousku na severu spolkové země Štýrsko. Zahrnuje velkou část pohoří Gesäuse, jež je součástí Ennstalských Alp. Rozkládá se na ploše 11 054 ha, na 86 % dominuje přírodní krajina, zbytek tvoří ochranné pásmo s kultivovanou krajinou. Výrazným krajinným prvkem je údolí řeky Enže, které protíná celý park od západu na východ.

## Historie

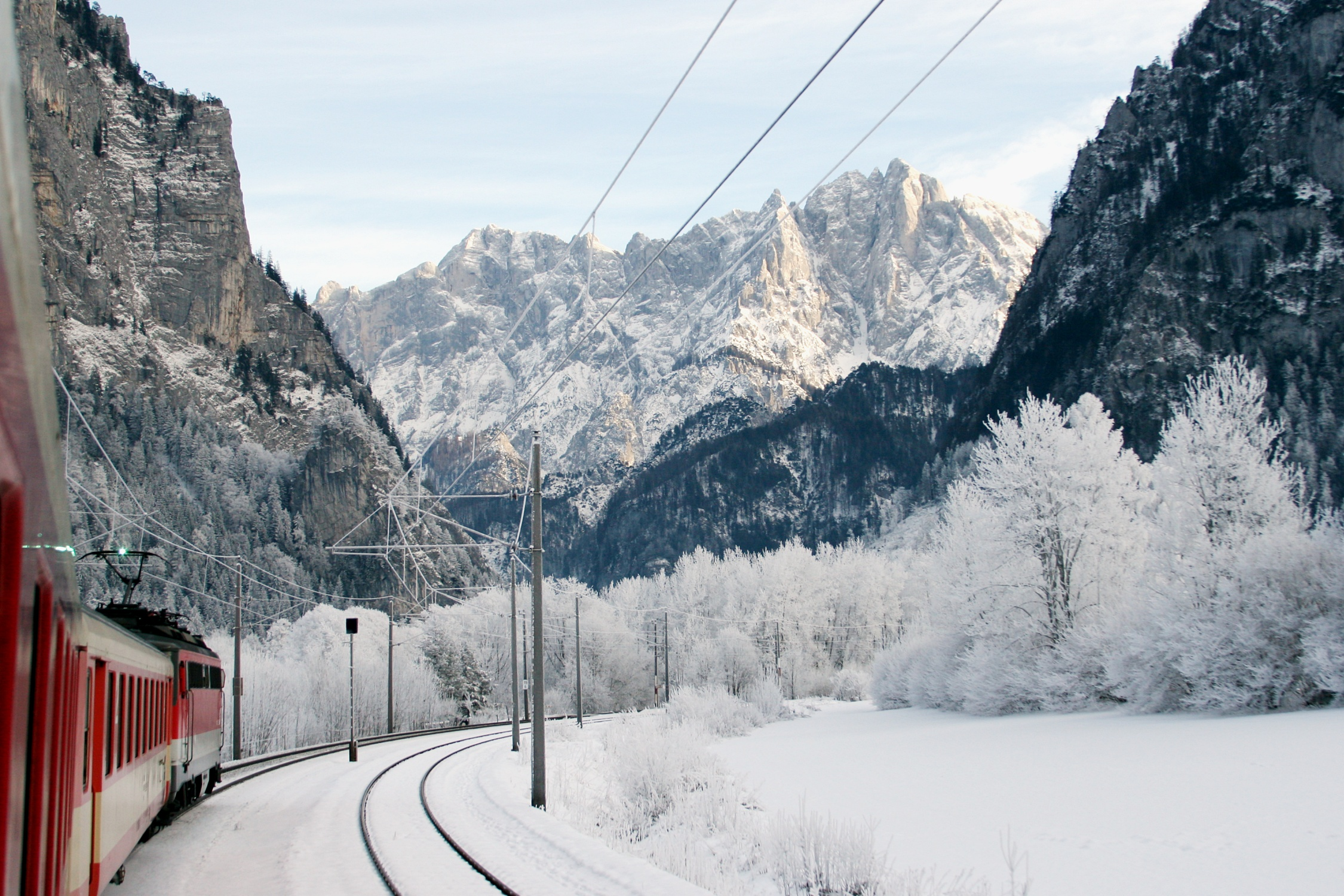
Pohled údolím Enže do pohoří Gesäuse z vlakové stanice Gesäuse Eingang ležící západně od národního parku

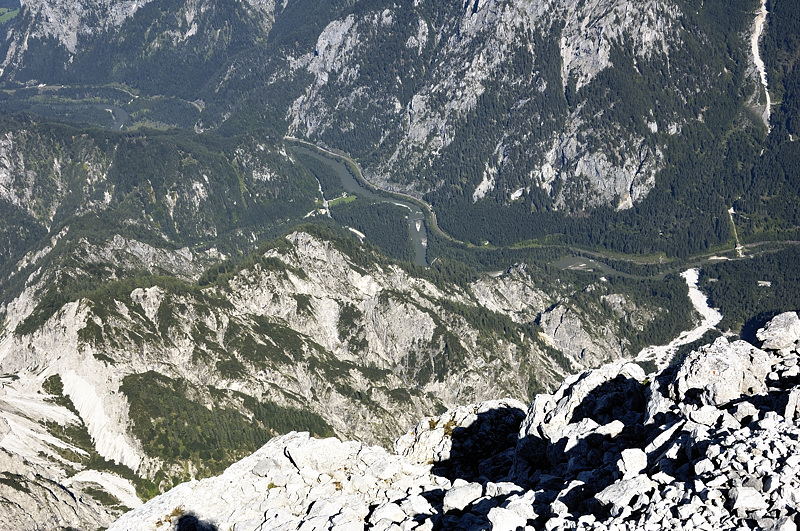
Pohled do údolí Enže z Hochtoru

První návrhy na zřízení štýrského národního parku v Nízkých Taurách se objevily v roce 1913, přicházely však i plány na rozsáhlé využití vodní energie v oblasti Gesäuse. V roce 1958 se Gesäuse a přilehlé údolí Enže až k zemské hranici spolu s údolím řeky Salza nařízením štýrské zemské vlády staly chráněnými územími. Roku 1977 vyšlo usnesení zemského sněmu o zřízení národního parku Nízké Taury.
23. června 1997 přijala štýrská zemská vláda rozhodnutí o zřízení národního parku Gesäuse. Na podzim roku 1997 vznikl předchůdce Verein Nationalpark Gesäuse („Spolek národního parku Gesäuse“), který podporoval vznik národního parku, a roku 1998 došlo k založení Schutzgemeinschaft Nationalpark Gesäuse („Ochranná asociace národního parku Gesäuse“) vystupující proti jeho zřízení. Za četných diskusí vláda 10. července 2001 jednohlasně rozhodla o vzniku národního parku do října 2002, k oficiálnímu založení došlo 26. října 2002. 5. prosince 2003 byl národní park uznán Mezinárodním svazem ochrany přírody za chráněné území kategorie II.

## Geografie
Většinu území tvoří lesy a alpínské roviny. Charakteristické prvky krajiny jsou příkré svahy pohoří Gesäuse s mohutnými štíty a hluboko zaříznuté údolí řeky Enže, podél které vede silnice a železnice. Typickými horninami jsou dachsteinský vápenec a ramsauský dolomit. 99,3 % plochy je ve vlastnictví Štýrské zemské lesní správy (Steiermärkische Landesforste). Nadmořská výška se pohybuje mezi 490 a 2369 m, nejvyšším bodem je vrchol Hochtor.